# 加布里埃尔·莱斯特
加布里埃尔·莱斯特（Gabriel Lester，1972年2月6日—），生于荷兰阿姆斯特丹，是一位视觉艺术家、电影导演，生活工作于阿姆斯特丹及上海。他的创作形式包括音乐、影片、空间装置、行为艺术、雕塑、建筑、摄影和散文。

## 家庭及生平
1972年生于阿姆斯特丹，父亲为美国人，母亲是比利时人，他在荷兰长大。
1984年，他搬到了格罗宁根市，在这个时期他萌生了对街头文化的兴趣，并开始涂鸦。之后，莱斯特用循环带、盒式录音机和唱机转盘制作过说唱音乐。再后来他便使用数码采样器和音序器来制作音乐了。1986年，他跟Andy Goddris组了一个叫做“Definitely Def”的乐队。1989年，随着Eugen Walker的加入，乐队改名为“Utile Connection”，并录制了一些歌曲，在荷兰与德国等地演出。

## 教育与电影事业
1991年，莱斯特搬到阿姆斯特丹，在那里他经常跟其他音乐人一起做一些即兴的演出，后来这种演出和音乐会固定在每周上演，他们也得以发型了几张专辑。同年，莱斯特参加了一个电影预科学校的周末课程。
1994年，莱斯特搬到荷兰南部城市布雷达。在那里的圣尤斯特艺术学院，他完成了一个视听艺术课程。完成第一年的学业后，莱斯特决定放弃继续读书而选择出门旅行。那年夏天他坐大巴前往格鲁吉亚首都第比利斯，并在那里呆了几个月，这期间他研究并完成了他的第一个长篇剧本《没有路线的旅程（Travel without a Course）》。结束格鲁吉亚之行后，莱斯特来到比利时布鲁塞尔，在当地的圣卢卡斯大学学院开始了一个关于实验电影的课程。跟上一段学历一样，他在完成了这个四年制教学的第一年后就终止了学业。
1995年，莱斯特回到阿姆斯特丹并以导演、副导演和录像短片编辑身份为一家电影公司工作。1996年，他受到卡洛斯·阿莫拉雷斯（页面存档备份，存于）的邀请（早前他们曾在一部短片中有过合作），为阿莫拉雷斯的艺术和表演项目工作，这次合作持续了两年半。这个经历帮助莱斯特在1998年成功申请到了去阿姆特丹的荷兰皇家艺术村项目（Rijksakademie van beeldende kunsten）进修的机会。在进入这里学习前，莱斯特去了一次冰岛，在那里住了五个月时间，并在此期间完成了一系列短篇故事的创作。回国后，他自费出版了这些故事的选集，以《完成（Over and Done With）》命名。

## 早期艺术创作
为了对影片研究和短片创作做更多深入了解，加布里埃尔·莱斯特从1999年开始在Rijksakademie皇家艺术村开始了为期两年的进修。但是在这一年四月，经过一场内部展映，莱斯特决定不做电影而转而投身三位影像的艺术创作。在之后的公开展映中，他展示了自己的第一件作品——《How to Act》——一段表现一系列光的影片，将各种模仿电视光线的光与一批影片声轨结合起来。同年，莱斯特加入Fon Welters画廊并在2000年结束了艺术村的学习。2000年底，莱斯特搬回布鲁塞尔，直到2008年他走在那里居住和工作。

## 现阶段艺术创作
加布里埃尔·莱斯特结束皇家艺术村的学习后一直到他回到布鲁塞尔的这几年，他起初将自己的创作专注于空间装置、雕塑和有时为出版、展览或受委托而制作的实验影片。后来他将一部分精力转会写作、导演和表演上。近几年，莱斯特专心于展示、装置和出版自己的文章，有时策划或合作策划一些展览，为艺术院校、研究生课程等提供建议，也制作一些叙事影片。同时他开始在上海创作和参与一些展览，由上海当代艺术画廊Leo Xu Projects代理。

## 教育、展览、公共项目

### 教育/居住地
2005-2006 ISCP国际艺术村，美国纽约
2003-2004 IASPIS国际艺术村，瑞典斯德哥尔摩
1999-2000 荷兰皇家国际艺术村，荷兰阿姆斯特丹
1995-1996 布鲁塞尔圣卢卡斯大学学院 电影系
1994-1995 荷兰国立圣尤斯特－邓波斯艺术学院 视听，荷兰布雷达

### 主要个展举办地
- 荷兰鹿特丹博曼斯（Boijmans）美术馆（2011）
- 土耳其伊斯坦布尔Rodeo画廊（2010）
- 比利时哈瑟尔特Z33（2009）
- 英国伦敦Bloomberg Space艺术空间（2007）
- 瑞典斯德哥尔摩Bonniers Konsthall美术馆（2006）
- 爱尔兰考克Glucksman画廊（2005）
- 比利时布鲁塞尔BOZAR美术馆
- 荷兰海牙Gemeente美术馆（2002）
- 瑞士纳沙泰尔CAN画廊（2001）。

### 参与公共工程
- 联合国代表大厅（与Rem Koolhaas、Irma Boom、Hella Jongerius合作）[2][3]，纽约联合国大楼（2012）
- 贝赫艾克Orangerie酒店、荷兰合作银行，荷兰（2011）
- 阿姆斯特丹Funenpark地区，荷兰（2010）
- Gent Oude Dokken，比利时根特（2009）
- 安养公共艺术项目，韩国安养（2007）
- Renovation Anna，社会事务部，荷兰海牙（2005）。